# Pedra da Feiticeira
A Pedra Feiticeira é uma pedra arredondada situada na ponta oeste da Praia do Itararé em São Vicente. A mesma funciona como ponto de referência além de ser um dos pontos turísticos da cidade, sendo avistada facilmente de diversos pontos da maior praia vicentina. O Diâmetro da pedra é de 16 por 13m, além de ter imponentes 3,5m. A pedra está a pouco mais de 250m da orla da praia localizada na Av Ayrton Senna da Silva, e a 300m da divisa com a cidade de Santos .

## Histórico
Pedra leva a fama de mística, onde aproximadamente nos anos de 1750 à 1800, crenças compartilhadas pelo povo local, dizem que habitava dentro desta pedra uma Feiticeira, que apanhava os banhistas desavisados, que eram levados para o interior da pedra e ali eram realizados rituais mágicos .
Não há nenhuma placa de identificação no ponto, a lenda e a fama do local se espalha de boca em boca por meio dos frequentadores da praia, assim como os seus vendedores ambulantes e donos de quiosques e barracas. A maioria dos frequentadores da praia passa pela pedra em suas caminhadas pela Praia do Itararé por 'trás' da mesma, nunca entre o mar com o seu lençol da água e a pedra, os boatos é que essa opção de passagem garantem a boa sorte diária.